# Мухаммад ат-Тахир Ибн Ашур
Шейх Мухаммад ат-Тахир Ибн Ашур (араб. محمد الطاهر ابن عاشور‎; 1879, Тунис, Тунис — август 1973, Ла-Марса, Тунис) — исламский учёный-богослов, выпускник Университета аз-Зайтуна. Изучал классическую исламскую науку с учёными-реформаторами. Был судьёй, а затем шейх аль-исламом (с 1932 г.). Автор работ на тему реформирования исламского образования и юриспруденции. Известен прежде всего как автор толкования Корана ат-Тахрир ва-т-танвир («Проверка и просветление»).

## Ранние годы
Его полное имя: Мухаммад ат-Тахир ибн Мухаммад ибн Мухаммад ат-Тахир ибн Ашур. Родился в Тунисе в 1879 году в богатой семье. Умер в 1973 году в возрасте 94 лет. Имел андалузское происхождение. Когда он поступил в аз-Зайтуну, он обучался у лучших преподавателей университета. После окончания университета вёл преподавательскую деятельность в родном университете. В 1946 году опубликовал «Макасид аш-шариат аль-исламия» («Высшие цели исламского права»). Известен тем, что отклонил просьбу президента Туниса Хабиба Бургибы о фетве, оправдывающей отказ от поста в месяц Рамадан, поскольку это наносит ущерб экономике страны. Он ответил, заявив: «Вам предписан пост» и объявил по радио: «Бог сказал правду, а Бургиба сказал ложь». В результате он был уволен со своего поста.
Под влиянием визита в Тунис Мухаммада Абдо у Ибн Ашура появилось желание вести работу над возрождением исламской цивилизации. Он позиционировал себя в качестве моста между классическим исламским правовым наследием и потребностями современного мира. Его ссылки на великие труды по исламскому праву уважительны, но он не колеблясь указывает на недостатки. Отвечая на современные вызовы исламским традициям, Ибн Ашур призвал к существенным реформам в исламском образовании. Его работа над конечными целями шариата представляла собой попытку возродить макасидскую теорию аш-Шатиби и попытку обновить исламскую правовую теорию.
Ибн Ашур намеревался сделать свою работу актуальной для современного мира. Он утверждал, что дисциплина усуль аль-фикх достигла своих пределов и стала перегружена методологическими техническими тонкостями. Адекватные правовые ответы на ситуации в современном мире невозможно найти, всё глубже и глубже вникая в значение слова.

## Научная деятельность
Ибн Ашур утверждал, что язык в своей основе неоднозначен и его недостаточно, чтобы определить намерение говорящего. Кроме того, в то время как письменные слова менее подвержены искажению, устное слово в действительности с большей вероятностью передаёт намерение говорящего. Необходимо учитывать все поле, окружающее слово.
Ибн Ашур поставил под сомнение юридический вес одиночного хадиса (ахад) при вынесении правовых положений. Вместо этого следует искать законодательную ценность во всей совокупности шариата. Он предположил, что комментарии имама аш-Шафии и имама Ахмада ибн Ханбаля, кажущиеся противоположными, должны быть искажением их работы. Он беспокоился, что изучение одиночного хадиса в отрыве от шариата положит конец поиску понимания в контексте. Было бы проблематично предпочесть отдельный хадис рациональному выводу, основанному на контексте. Ибн Ашур считает, что аш-Шафии был неправильно истолкован как принимающий одиночный хадис в более широком контексте, и что Ахмад ибн Ханбаль был неверно истолкован как принимающий слабый хадис в отличие от суждение по аналогии (кияса). Ибн Ашур говорил, что слабый хадис и кияс подвержены ошибкам, но, кроме того, слабый хадис может быть ложью, и последствия его использования будут хуже, чем использование кияса.
Ибн Ашур утверждал, что основа шариата должна быть рациональной. Он сказал: «Одним из величайших требований универсальности шариата является то, чтобы его правила были равны для всех общин, следующих ему, насколько это возможно, потому что сходство в потоке правил и законов помогает достичь групповое единство в обществе».
Поскольку шариат универсален, то его нельзя ограничивать одной культурой. Шариат дошёл на арабском языке до арабского народа, поэтому его колорит и стиль арабские. Однако его цель универсальна и поэтому должна быть понятна везде. Это говорит о том, что закон основан на разуме. Например, требование хранить изюмный сок в определённых видах емкостей исходит из того факта, что в жару Хиджаза сок быстро забродит. В холодном климате это неприменимо. На самом деле, упорно держаться за поверхностность, не понимая намерения, означает «подвергнуть шариат пренебрежительному игнорированию».
Ибн Ашур видел, что это буквальное мышление представлено захиритской позицией. Его самый сильный аргумент против этого заключается в том, что буквальные случаи, за которые цепляются захириты, довольно ограничены, но люди во всём мире сталкиваются с гораздо большим количеством случаев. Следовательно, должен быть задействован макасид шариата.
Ибн Ашур самым решительным образом призывал к иджтихаду. Он сказал: «Иджтихад — это коллективный долг (фард аль-кифая) перед общиной в соответствии с мерой нужды в стране и ситуации общины». Он упрекнул мусульман за пренебрежение иджтихадом, несмотря на то, что возможности и средства имеются. Он хотел, чтобы мусульмане выходили практиковать иджтихад для мирового сообщества. Ему было ясно, что отсутствие иджтихада имело серьёзные последствия. Он призвал группу муджтахидов из разных стран мира, из разных правовых школ (мазхабов), для удовлетворения потребностей общества, как основы для обновления цивилизации.

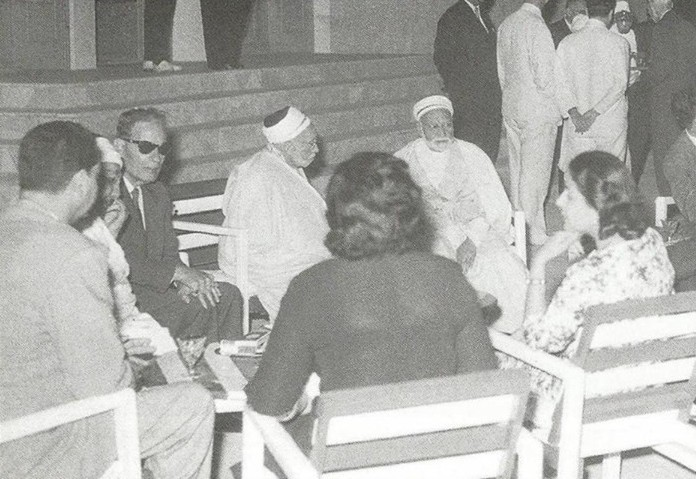
Мухаммад ат-Тахир Ибн Ашур с Тахой Хусейном, Мухаммадом аль-Фадилем Бен Ашуром и Мухаммадом Абду-ль-Азизом Джаитом (Тунис, 1957 г.).

## Награды
- Великий офицер Ордена Славы Туниса;
- Кавалер ордена Гражданских заслуг Туниса.

## Признание
- Член Академии арабского языка в Дамаске;
- Член Академии арабского языка в Каире.

## Работы
Ибн Ашур написал более тридцати книг, среди них:
- Цели исламского права (مقاصد الشريعة الإسلامية)
- Основы социальной системы в исламе (أصول النظام الاجتماعي في الإسلام)
- Не близка ли заря ? (أليس الصبح بقريب)
- Вакф и его последствия в исламе (الوقف و آثاره في الإسلام)
- Рождение Пророка (قصة المولد)
- Исследования и перспективы в Коране и Сунне (تحقيقات و أنظار في القرآن و السنة)
- Принципы исламской юриспруденции (التوضيح و التصحيح لمشكلات كتاب التنقيح)
- Договор об исламской юриспруденции (النوازل الشرعية)
- Мнения и иджтихад (آراء اجتهادية)
- Истоки прогресса в исламе (أصول التقدم في الاسلام)
- аль-Фатава (الفتاوى)
- Проверка и Просветление (تفسير التحرير و التنوير) : 30-томное толкование Корана.